# Platysoma lineicolle
Platysoma lineicolle är en skalbaggsart som beskrevs av Sylvain Auguste de Marseul 1873. Platysoma lineicolle ingår i släktet Platysoma och familjen stumpbaggar. Inga underarter finns listade i Catalogue of Life.